# Corporación Aragonesa de Radio y Televisión
La Corporación Aragonesa de Radio y Televisión (CARTV) es un organismo público dependiente del Gobierno de Aragón. Es el encargado de gestionar la radio y televisión pública a través de Radio Autonómica de Aragón S. A. (Aragón Radio) y Televisión Autonómica de Aragón S.A.U. (Aragón TV).

## Actividades

### Televisión
| Logo | Canal                        | Inicio de transmisiones       | Formato de imagen |
| ---- | ---------------------------- | ----------------------------- | ----------------- |
|      | Aragón TV Canal generalista. | 21 de abril de 2006 (18 años) | HD                |

### Televisión para el exterior
| Logo | Canal | Inicio de transmisiones          | Formato de imagen |
| ---- | --- | -------------------------------- | ----------------- |
|      | Aragón Internacional Canal generalista para el exterior del Aragón y el extranjero. (Plataformas de televisión de pago fuera de Aragón, satélite, Internet y Televisión digital terrestre). | 8 de septiembre de 2015 (9 años) | HD y SD           |

### Canales Extintos
| Logo | Canal | Inicio de transmisiones       | Cese de transmisiones         | Formato de imagen |
| ---- | --- | ----------------------------- | ----------------------------- | ----------------- |
|      | Aragón SAT Canal generalista para el exterior del Aragón y el extranjero. (Plataformas de televisión de pago fuera de Aragón, satélite, Internet y Televisión digital terrestre).                                                   | Mayo de 2007 (17 años)        | 31 de marzo de 2010 (14 años) | SD                |
|      | Aragón 2 HD Canal generalista en HD. Fue considerado como el primer canal de España en emitir en Alta Definición. Desapareció el 10 de abril de 2017 para dar paso a la señal en alta definición del canal principal, Aragón TV HD. | 25 de junio de 2007 (17 años) | 10 de abril de 2017 (7 años)  | HD                |

### Radio
| Logo | Emisora                           | Inicio de transmisiones        | Formato            |
| ---- | --------------------------------- | ------------------------------ | ------------------ |
|      | Aragón Radio Emisora generalista. | 28 de agosto de 2005 (19 años) | TDT, Internet y FM |

### Emisoras extintas
| Imagen | Cadena                                                                          | Inicio de transmisiones      | Cese de transmisiones       | Formato        |
| ------ | ------------------------------------------------------------------------------- | ---------------------------- | --------------------------- | -------------- |
|        | Aragón Radio 2.com Emisora musical y de Servicios Informativos de Aragón Radio. | 27 de mayo de 2008 (16 años) | 31 de mayo de 2019 (5 años) | Internet y TDT |

## Dirección

### Consejo de Administración
- La Ley 4/2016, de 19 de mayo, modifica la Ley 8/1987, de 15 de abril, de creación, organización y control parlamentario de la Corporación Aragonesa de Radio y Televisión que establece que el Consejo de Administración estará compuesto por quince miembros elegidos para cada legislatura por el Pleno de las Cortes de Aragón.

| Desde el 26 de octubre de 2023             | Desde el 26 de octubre de 2023 |
| Nombre y apellidos                         | Propuesto por                  |
| ------------------------------------------ | ------------------------------ |
| Antonio Suárez Oriz (presidente)           | PP de Aragón                   |
| Francisco Javier Osés Zapata               | PP de Aragón                   |
| Fernando José Duce Borao                   | PP de Aragón                   |
| Marta Escartín Lasierra                    | PP de Aragón                   |
| Silvia Pellicer Lucía                      | PP de Aragón                   |
| Sheila Serrano López                       | PP de Aragón                   |
| Vicente Guillén Izquierdo (vicepresidente) | PSOE-Aragón                    |
| Yasmina Gracia Calvo                       | PSOE-Aragón                    |
| Julio Embid López                          | PSOE-Aragón                    |
| Sara María Cerro Yuste                     | PSOE-Aragón                    |
| Carlos Bermejo Martín (secretario)         | Vox Aragón                     |
| José Luis Labat Alcubierre                 | Vox Aragón                     |
| Pablo Lázaro Huerta                        | CHA                            |
| Marian Rebolledo San Martín                | Aragón Existe                  |
| Sara Caballero Aguarón                     | Podemos Aragón                 |
| Martín Ortín Tineo                         | Consejo Asesor                 |

### Organigrama
| Nombre y apellidos                                            | Cargo                                                                      |
| ------------------------------------------------------------- | -------------------------------------------------------------------------- |
| Raquel Fuertes Rodrigo                                        | Directora general                                                          |
| Gestión Corporativa                                           |                                                                            |
| Francisco Javier Lozano Rocafort                              | Director de Administración y Finanzas                                      |
| Carlos Martínez Ortega                                        | Director de Asesoría Jurídica                                              |
| Laura San Nicolás Lapuente                                    | Directora Técnica                                                          |
| Ana María Barrieras Romerales                                 | Directora de Recursos Humanos                                              |
| Javier Martínez López                                         | Director de Marketing, Negocio y Sostenibilidad                            |
| Carlos Martín Ruiz                                            | Jefe de Explotación de Aragón TV                                           |
| Juan Rocha Gancedo                                            | Jefe Técnico de Aragón Radio                                               |
| Medios y Contenidos Audiovisuales                             |                                                                            |
| Ana Jimeno Bermejo                                            | Directora de Medios y Contenidos                                           |
| Elena García                                                  | Directora de Informativos                                                  |
| Alberto del Pozo Domínguez                                    | Director de Contenidos y Programas                                         |
| Ana Laiglesia Lairla                                          | Jefa de Informativos de Aragón TV                                          |
| –                                                             | Jefe de Contenidos Digitales                                               |
| Ana Ballarín Sazatornil                                       | Jefa de Informativos de Aragón Radio                                       |
| Pedro Hernández Moreno                                        | Jefe del Área de Deportes                                                  |
| Diego Pelegrín                                                | Jefe de Producción de Informativos de Aragón TV                            |
| Mariano Menor Pastor                                          | Jefe de Producción de Deportes de Aragón TV                                |
| –                                                             | Jefe del Laboratorio de Audiencias y Tendencias                            |
| María Pilar Laín Ibietatorremendia                            | Jefa de Archivo y Documentación                                            |
| –                                                             | Jefe de Programación y Ajena                                               |
| –                                                             | Jefe de Contenidos Publicitarios                                           |
| –                                                             | Jefe del Departamento de Imagen                                            |
| –                                                             | Jefe de Realización de Aragón TV                                           |
| Ana Segura Anaya                                              | Jefa de Contenidos de Aragón Radio                                         |
| –                                                             | Jefe de Producción de Programas de Aragón TV                               |
| Delegaciones                                                  |                                                                            |
| Carlos del Pueyo Pérez                                        | Jefe de la Delegación de Huesca                                            |
| José Miguel Meléndez Torán                                    | Jefe de la Delegación de Teruel                                            |
| Gabinete de Dirección                                         |                                                                            |
| Javier Romero Collazos                                        | Jefe de Prensa y Comunicación                                              |
| Ana Cristina Enguita Pérez                                    | Secretaria de Dirección                                                    |
| Juan Pablo García Barrecheguren                               | Director de Nuevos Proyectos y Estrategia                                  |
| Planificación y Desarrollo de Proyectos e Impulso Audiovisual |                                                                            |
| Natalia Martínez Oliván                                       | Directora de Planificación y Desarrollo de Proyectos e Impulso Audiovisual |

### Consejo Asesor
- Está compuesto por dieciséis miembros ratificados por las Cortes de Aragón a propuesta de las entidades o instituciones en él representados. Su función principal es emitir opinión o dictamen cuando sea requerido expresamente por el Consejo de Administración con respecto a las competencias que sobre programación tiene atribuidas.

| Nombre y apellidos                                                                 | Propuesto por                                                                         |
| ---------------------------------------------------------------------------------- | ------------------------------------------------------------------------------------- |
| Santos Pardos Gotor                                                                | Trabajadores de la Corporación CARTV                                                  |
| Ana María Cavero Palacio                                                           | Empresas privadas que prestan servicios de producción audiovisual para CARTV          |
| Ramón Vicente Malagón                                                              | Empresas privadas que prestan servicios de producción audiovisual para CARTV          |
| Esther Aniento Doype Asociación de Periodistas de Aragón                           | Asociación de Periodistas de Aragón y otras asociaciones profesionales del sector     |
| José Ángel Delgado Frías Otras asociaciones profesionales del sector (Presidente)  | Asociación de Periodistas de Aragón y otras asociaciones profesionales del sector     |
| Lola Ester Uruén Asociación de Periodistas de Aragón (Vicepresidenta)              | Asociación de Periodistas de Aragón y otras asociaciones profesionales del sector     |
| Gaizka Urresti Fernández de Valderrama Otras asociaciones profesionales del sector | Asociación de Periodistas de Aragón y otras asociaciones profesionales del sector     |
| Yolanda Polo Redondo Universidad de Zaragoza                                       | Universidad de Zaragoza y otras instituciones de formación superior en estas materias |
| Javier Hernández Ruiz Otras instituciones de formación superior audiovisual        | Universidad de Zaragoza y otras instituciones de formación superior en estas materias |
| José Ángel Oliván García Asociación de consumidores (Secretario)                   | Asociaciones de consumidores y usuarios                                               |
| Juan Manuel Palacio Marco Asociación de usuarios                                   | Asociaciones de consumidores y usuarios                                               |
| Ruth Quintana Sañudo                                                               | Entidades de las personas con discapacidad auditiva y visual                          |
| Diego Ferrández García Instituto Aragonés de la Mujer                              | Institutos de la Mujer y de la Juventud                                               |
| Adrián Gimeno Redrano Instituto Aragonés de la Juventud                            | Institutos de la Mujer y de la Juventud                                               |
| Ángel Pardillos Tomé                                                               | Instituto Aragonés de Empleo                                                          |

### Directores generales
| Dirección General                                                                 | Inicio                   | Final                    |
| --------------------------------------------------------------------------------- | ------------------------ | ------------------------ |
| Jesús López Cabeza                                                                | 30 de diciembre de 2004  | 26 de julio de 2007      |
| Ramón Tejedor Sanz                                                                | 26 de julio de 2007      | 29 de septiembre de 2011 |
| Jesús López Cabeza                                                                | 29 de septiembre de 2011 | 15 de mayo de 2018       |
| Teresa Azcona Alejandre                                                           | 15 de mayo de 2018       | 2 de julio de 2020       |
| Francisco Querol Fernández                                                        | 2 de julio de 2020       | 24 de noviembre de 2023  |
| Raquel Fuertes Rodrigo                                                            | 24 de noviembre de 2023  | 19 de febrero de 2024    |
| Ana Jimeno Bermejo (En funciones, como directora de Medios y Contenidos de CARTV) | 19 de febrero de 2024    | 31 de mayo de 2024       |
| Raquel Fuertes Rodrigo                                                            | 1 de junio de 2024       | presente                 |

## Presupuestos
| Año  | Total necesidades | Total ingresos | Subvenciones de la DGA | Resultado de ejecución     |
| ---- | ----------------- | -------------- | ---------------------- | -------------------------- |
| 2023 |                   |                |                        |                            |
| 2022 | 55.926.864,44€    | 56.940.814,02  | 48.701.050,10€         | 1.013.949,58€              |
| 2021 | 54.722.561€       | 57.092.532€    | 52.319.516,95€         | 2.293.819€                 |
| 2020 | 53.066.011€       | 50.332.942€    | 51.681.947,99€         | 2.733.169€                 |
| 2019 | 49.564.515€       | 49.751.254€    | 47.000.000€            | 186.738€                   |
| 2018 | 48.420.927€       | 49.788.268€    | 43.877.381€            | 1.367.340€                 |
| 2017 | 47.308.215€       | 47.475.844€    | 44.000.000€            | 167.629€                   |
| 2016 | 47.141.830€       | 47.828.560€    | 44.000.000€            | 686.730€                   |
| 2015 | 48.023.354€       | 48.711.651€    | 44.000.000€            | 688.297€                   |
| 2014 | 46.323.817€       | 47.994.470€    | 43.000.000€            | 1.670.652€                 |
| 2013 | 44.916.703€       | 45.942.059€    | 42.400.000€            | 1.025.356€                 |
| 2012 | 47.532.981€       | 48.171.531€    | 42.107.035€            | 638.550€                   |
| 2011 | 61.577.673€       | 61.968.573€    | 55.355.311€            | 390.900€                   |
| 2010 | 66.433.425€       | 63.597.038€    | 56.291.189€            | -2.836.387€                |
| 2009 | 72.600.890€       | 65.164.253€    | 57.242.954€            | -7.436.637€                |
| 2008 | 75.618.145€       | 67.830.269     | 53.770.619€            | -7.787.876€                |
| 2007 | 56.722.102€       | 56.722.102€    | 49.060.000€            | 0€ (equilibrio financiero) |
| 2006 | 62.338.414€       | 62.342.793€    | 49.657.823€            | -4.379€                    |
| 2005 | 19.679.719€       | 19.661.194€    | 8.265.708€             | 18.524€                    |

## Imagen

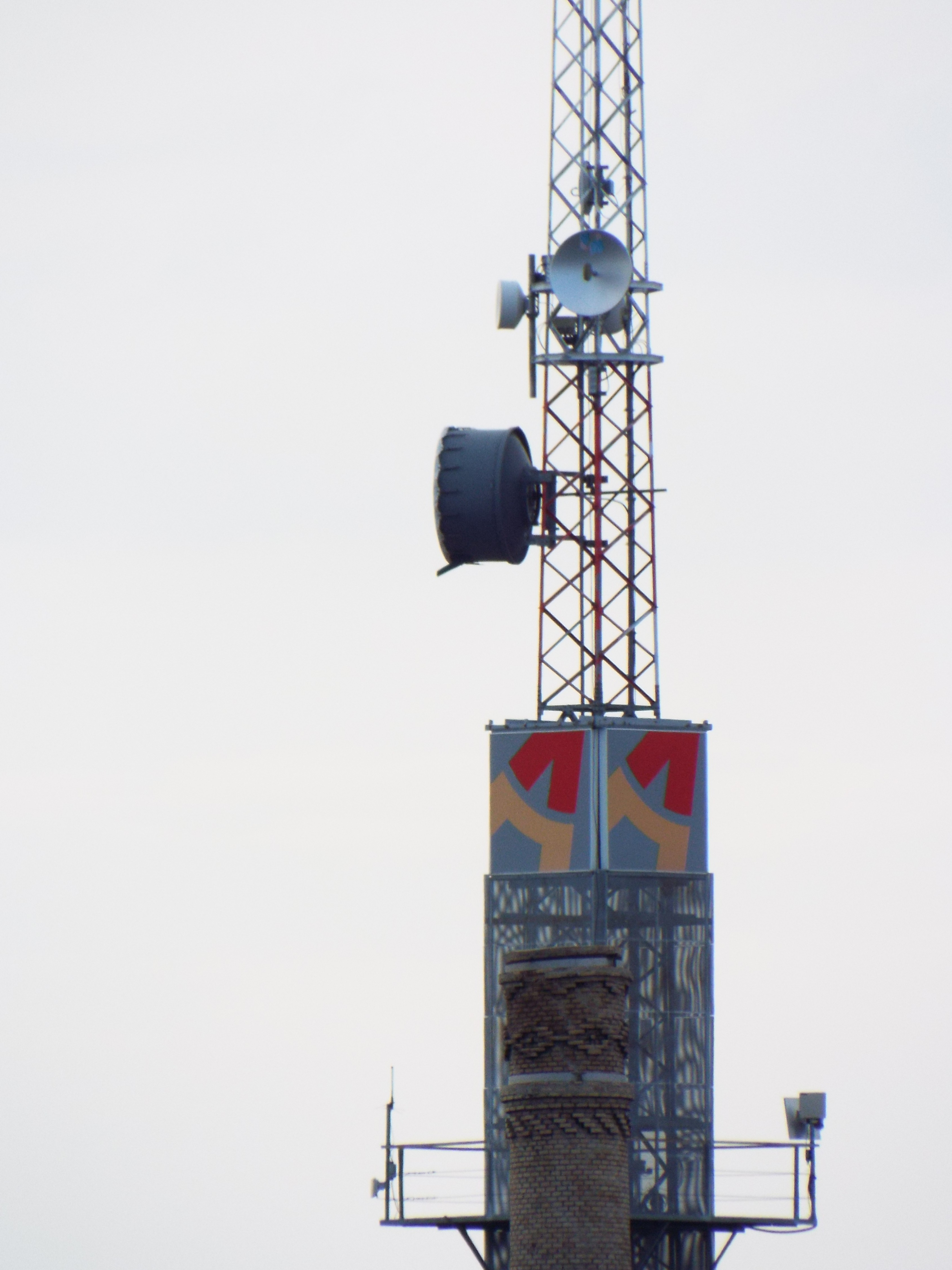
Antena de CARTV en su sede en Zaragoza

El logotipo de CARTV consta de una "A" inclinada, de color rojo y amarillo, sobre un fondo de color gris. El mismo logo conforma la imagen corporativa de Aragón Radio y Aragón TV, variando solamente el color del fondo.